# Жимолость голубая
Жи́молость голуба́я, или Жимолость синяя (лат. Lonícera caeruléa) — листопадный кустарник со съедобными плодами тёмно-голубого цвета; вид рода Жимолость (Lonicera) семейства Жимолостные (Caprifoliaceae). Культивируется.

## Название
Местные названия растения (или ягод): бузан, гузан.

## Ботаническое описание

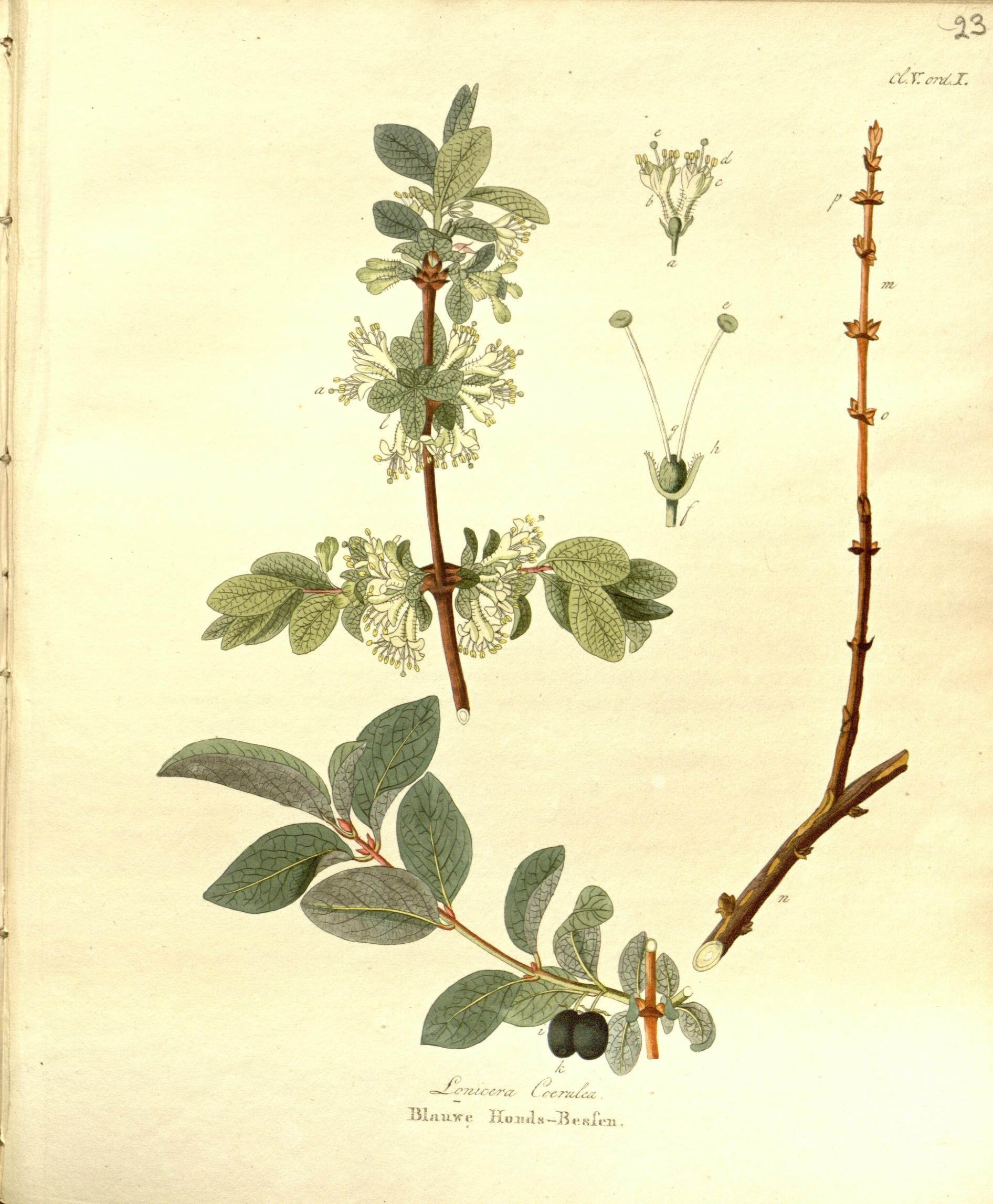
Lonicera caerulea
Ботаническая иллюстрация. Художник: И. К. Краусс

Листопадный кустарник до 2,5 м высотой, с бурой продолговато-растрескивающейся корой, которая отслаивается. Жимолость — быстрорастущее растение (20—30 см/год), продолжительность жизни — 20—30 лет.
Листья эллиптические, почти сидячие, супротивные, 4—6 см длиной и 3 см шириной.
Соцветия в пазухах 1—3 пар нижних листьев. Цветки бледно-жёлтые, почти правильные, колокольчатые. Прицветники шиловидные или мечевидные, длиннее чашечек.
Плод — продолговато-эллиптическая тёмно-голубая с сизым налётом ягода. Ягоды съедобны и ценятся за тонкий аромат и горьковато-кислый вкус, напоминающий чернику.

## Распространение и экология
Распространено в пределах умеренной зоны всего Северного полушария. На Дальнем Востоке встречается на Охотском побережье, Курилах (южнее Урупа замещается жимолостью съедобной), Камчатке, Командорах, Чукотке. Вид включен в ботанический атлас растений Ленинградской области.
Растёт на шикшевниках, в лесах, на приречных лугах, в зарослях кустарников, на кочкарных голубично-шикшевых тундрах, в лесном поясе и в субальпике.

## Значение и применение

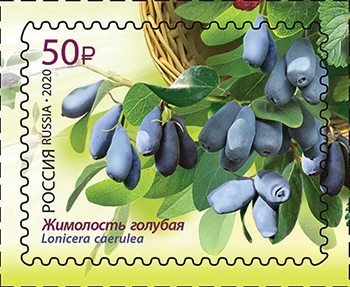
Почтовая марка 2020 года

Растение культивируется в садах ради ягод.
Даёт медоносным пчёлам много нектара и пыльцы, на Алтае является важнейшим медоносом. Ценится за цветение ранней весной. Нектаропродуктивность 100 цветков от 10,4—14,5 мг, одного растения от 0,134 до 0,181 грамм. Продуктивность мёда условно чистыми насаждениями 20—45 кг/га. В условиях Камчатки доля собранных обножек составляет 15—20 %, в отдельные годы — до 70 %.
На Камчатке отмечено поедание диким северным оленем (Rangifer tarandus). На Алтае отмечено поедание алтайским маралом (Cervus elaphus sibiricus Severtzow).

## Классификация

### Таксономия
Lonicera caerulea L., 1753, Sp. Pl.: 174
Вид Жимолость голубая относится к роду Жимолость (Lonicera) семейства Жимолостные (Caprifoliaceae) порядка Ворсянкоцветные (Dipsacales). Кладограмма в соответствии с Системой APG IV по состоянию на декабрь 2023 года:
|  |                                      |  |                                   |                                   |                       |  | ещё 1 семейство | ещё 1 семейство |                   |  |                         |  | еще 194 подтвержденных вида и 113 видов, ожидающих подтверждения | еще 194 подтвержденных вида и 113 видов, ожидающих подтверждения |  |
|  |                                      |  |                                   |                                   |                       |  | ещё 1 семейство | ещё 1 семейство |                   |  |                         |  | еще 194 подтвержденных вида и 113 видов, ожидающих подтверждения | еще 194 подтвержденных вида и 113 видов, ожидающих подтверждения |  |
|  |                                      |  |                                   | порядок Ворсянкоцветные           |                       |  |                 |                 | род Жимолость     |  |                         |  |                                                                  |                                                                  |  |
|  |                                      |  |                                   | порядок Ворсянкоцветные           |                       |  |                 |                 | род Жимолость     |  | 4 внутривидовых таксона |  |                                                                  |                                                                  |  |
|  | отдел Цветковые, или Покрытосеменные |  |                                   |                                   | семейство Жимолостные |  |                 |                 | Жимолость голубая |  |                         |  |                                                                  |                                                                  |  |
|  | отдел Цветковые, или Покрытосеменные |  |                                   |                                   |                       |  |                 |                 |                   |  |                         |  |                                                                  |                                                                  |  |
|  |                                      |  | ещё 63 порядка цветковых растений | ещё 63 порядка цветковых растений |                       |  |                 | ещё 28 родов    | ещё 28 родов      |  |                         |  |                                                                  |                                                                  |  |
|  |                                      |  |                                   | ещё 63 порядка цветковых растений |                       |  |                 |                 | ещё 28 родов      |  |                         |  |                                                                  |                                                                  |  |

### Внутривидовые таксоны
- Lonicera caerulea subsp. altaica (Pall.)  Gladkova
- Lonicera caerulea subsp. borbasiana (Kuntze)  E.Mayer
- Lonicera caerulea subsp. pallasii (Ledeb.)  Browicz - Жимолость Палласа, подвид, распространённый в европейской части России
- Lonicera caerulea var. cauriana (Fernald)  B.Boivin

### Синонимы
- Caprifolium caeruleum Lam.
- Caprifolium venulosum Kuntze
- Chamaecerasus coerulea Delarbre
- Euchylia caerulea Dulac
- Isika coerulea Medik.
- Lonicera boczkarnikovae Pleckanova
- Lonicera caerulea subsp. kamtschatica (Sevast.)  Gladkova
- Lonicera caerulea subsp. venulosa (Maxim.)  Vorosch.
- Lonicera caerulea var. altaica Pall.
- Lonicera caerulea var. edulis Turcz. ex Herder
- Lonicera caerulea var. tangutica Maxim.
- Lonicera edulis Turcz.
- Lonicera emphyllocalyx Maxim.
- Lonicera kamtschatica Pojark.
- Lonicera kirilowi hort. ex Dippel
- Lonicera velutina DC.
- Lonicera venulosa Maxim.
- Lonicera venulosa subsp. edulis (Turcz. ex Herder)  Vorosch.
- Lonicera venulosa subsp. emphyllocalyx (Maxim.)  Vorosch.
- Metalonicera edulis (Turcz. ex Freyn)  M.Wang & A.G.Gu